# Мерехани
Мерехани — південнослов'янське плем'я, яке жило на річці Мораві. На їх території було 30 міст, про це сказано у Баварського географа. Землі племені мерехани були розташовані між Богемією і Болгарією. По данним Коматіна плем'я мерехани жило на території сучасної Сербії, на ріці Мораві. У 845 році булгари їх завоювали і приєднали до себе. Останній раз мерехани згадуються у 853 році.